# فرانک سیگیلا
فرانک سیگیلا (فرانسوی: Franck Seguela‎؛ زادهٔ ۳۰ مهٔ ۱۹۹۷) بازیکن بسکتبال ۳ نفره اهل فرانسه است.
وی در مسابقات کشوری و بین‌المللی در مجموع برندهٔ ۱ مدال نقره شده است.